# Elecciones municipales de San Martín de 1980
Las elecciones municipales de San Martín de 1980 se llevaron a cabo el 23 de noviembre de 1980 para elegir al alcalde y al Concejo Provincial de San Martín para el periodo 1981-1983. La elección se celebró simultáneamente con elecciones municipales en todo el país. Fueron las primeras elecciones municipales en la provincia desde 1966, tras 12 años de gobierno militar.

## Sistema electoral
La Municipalidad Provincial de San Martín es el órgano administrativo y de gobierno de la provincia de San Martín. Está compuesta por el alcalde y el Concejo Provincial.
La votación del alcalde y el concejo se realiza en base al sufragio universal, que comprende a todos los ciudadanos nacionales mayores de dieciocho años, empadronados y residentes en la provincia de San Martín y en pleno goce de sus derechos políticos, así como a los ciudadanos no nacionales residentes y empadronados en la provincia de San Martín.
El Concejo Provincial de San Martín está compuesto por 19 regidores elegidos por sufragio directo para un período de tres (3) años, en forma conjunta con la elección del alcalde (quien lo preside). La votación es por lista cerrada y bloqueada. Se asigna a cada lista los escaños según el método d'Hondt. Es elegido como alcalde el candidato que ocupe el primer lugar de la lista que haya obtenido la más alta votación.

## Partidos y candidatos
A continuación se muestra una lista de los principales partidos y alianzas electorales que participaron en las elecciones:
| Candidatura | Candidatura | Partidos y alianzas | Candidatos | Candidatos               | Ideología                                               | Ref. |
| ----------- | ----------- | --- | ---------- | ------------------------ | ------------------------------------------------------- | ---- |
|             | APRA        | Lista - Partido Aprista Peruano (APRA) |            | Mario Pereira            | Aprismo                                                 |      |
|             | AP          | Lista - Acción Popular (AP) |            | Reiser Gómez Gómez       | Humanismo Nacionalismo cívico Reformismo                |      |
|             | PPC         | Lista - Partido Popular Cristiano (PPC) |            | Graciela Sánchez         | Conservadurismo social Humanismo Democracia cristiana   |      |
|             | IU          | Lista - Izquierda Unida (IU) – Unión de Izquierda Revolucionaria (UNIR) – Unidad Democrático Popular (UDP) – Partido Socialista Revolucionario (PSR) – Partido Comunista Revolucionario (PCR) – Partido Comunista Peruano (PCP) – Frente Obrero Campesino Estudiantil y Popular (FOCEP) |            | César Villanueva Arévalo | Marxismo-leninismo Mariateguismo Socialismo democrático |      |

## Resultados

### Sumario general
|                        |                                 |              |              |              |           |           |
| Partidos y coaliciones | Partidos y coaliciones          | Voto popular | Voto popular | Voto popular | Regidores | Regidores |
| Partidos y coaliciones | Partidos y coaliciones          | Votos        | %            | ±pp          | Total     | +/−       |
|                        | Acción Popular (AP)             | 11,215       | 56.66        | n/a          | 12        | n/a       |
|                        | Partido Aprista Peruano (APRA)  | 5,166        | 26.10        | n/a          | 5         | n/a       |
|                        | Izquierda Unida (IU)            | 2,617        | 13.22        | n/a          | 2         | n/a       |
|                        | Partido Popular Cristiano (PPC) | 797          | 4.03         | n/a          | 0         | n/a       |
|                        |                                 |              |              |              |           |           |
| Total                  | Total                           | 19,795       |              |              | 19        | n/a       |
|                        |                                 |              |              |              |           |           |
| Votos válidos          | Votos válidos                   | 19,795       | 91.05        | n/a          |           |           |
| Votos en blanco        | Votos en blanco                 | 738          | 3.39         | n/a          |           |           |
| Votos nulos            | Votos nulos                     | 1,207        | 5.55         | n/a          |           |           |
| Votos emitidos         | Votos emitidos                  | 21,740       | 72.28        | n/a          |           |           |
| Abstenciones           | Abstenciones                    | 8,339        | 27.72        | n/a          |           |           |
| Votantes registrados   | Votantes registrados            | 30,079       |              |              |           |           |
|                        |                                 |              |              |              |           |           |
| Fuente:                |                                 |              |              |              |           |           |

## Elecciones municipales distritales

### Resultados por distrito
La siguiente tabla enumera el control de los distritos de la provincia de San Martín.
| Distrito             | Alcalde(sa) electo(a)      | Partido político | Partido político        |
| -------------------- | -------------------------- | ---------------- | ----------------------- |
| Alberto Leveau       | Mario Tananta Fasanando    |                  | Acción Popular          |
| Biavo                | Wildoro Bernales Shapiama  |                  | Partido Aprista Peruano |
| Buenos Aires         | Humberto Ríos Ruiz         |                  | Acción Popular          |
| Cacatachi            | Carlo García Benavides     |                  | Acción Popular          |
| Caspizapa            | Wilber Ramírez Pérez       |                  | Partido Aprista Peruano |
| Chazuta              | Reyes Saurín Shapiama      |                  | Acción Popular          |
| Chipurana            | Francisco Vargas Soto      |                  | Acción Popular          |
| El Porvenir          | Diógenes Sajami Peso       |                  | Partido Aprista Peruano |
| Huimbayoc            | Eigen Mori Tello           |                  | Acción Popular          |
| Juan Guerra          | Mamerto Torres Ruiz        |                  | Acción Popular          |
| La Banda de Shilcayo | Nelson Santa María Ruiz    |                  | Acción Popular          |
| Morales              | José del Águila Ríos       |                  | Acción Popular          |
| Papaplaya            | Gustavo Sinti Portocarrero |                  | Acción Popular          |
| Picota               | Cayo Silva García          |                  | Partido Aprista Peruano |
| Pilluana             | Plasido Pinchi Pinchi      |                  | Partido Aprista Peruano |
| Pucacaca             | Víctor Arévalo Reátegui    |                  | Acción Popular          |
| San Antonio          | Herman Alva Aguilar        |                  | Acción Popular          |
| San Cristóbal        | Efraín Paima Upiachihua    |                  | Acción Popular          |
| San Hilarión         | Carlos Inove Amasifuen     |                  | Acción Popular          |
| Sauce                | Gomer Linares Gonzáles     |                  | Partido Aprista Peruano |
| Shamboyacu           | Roque Falcón Castillo      |                  | Acción Popular          |
| Shapaja              | Rosalio de la Cruz Pinchi  |                  | Acción Popular          |
| Tingo de Ponasa      | Salomón Putpaña Tananta    |                  | Acción Popular          |
| Tres Unidos          | Octavio Tananta Pinchi     |                  | Partido Aprista Peruano |